# Банковская паника 1792 года
Банковская паника 1792 года — финансово-кредитный кризис, произошедший в Соединённых Штатах Америки в марте — апреле 1792 года, в результате которого ценные бумаги потеряли в цене приблизительно четверть собственной стоимости. Считается первым крупным финансовым кризисом в истории США.
Причиной этого кризиса стало расширенное кредитование со стороны созданного в начале 1791 года Первого банка Соединённых Штатов и массовые спекуляции. Американский предприниматель Александр Макомб взял крупную ссуду у этого банка для покупки у государства огромного массива земельных участков, составлявшего примерно одну восьмую часть штата Нью-Йорк (14,855 км²). Это были земли, отошедшие к США от англичан по окончании войны за независимость. Макомб рассчитывал на спекулятивную прибыль при розничной распродаже участков. Однако продажи пошли вяло, и вырученных денег не хватило на очередную выплату по кредиту. Уильям Дьюер и ряд банкиров скупили американские долговые ценные бумаги и банковские акции и попытались поднять на них цены. Когда они не смогли выплачивать свои долги и начали массовые распродажи, цены на эти активы сильно упали. Началось массовое изъятие банковских вкладов по всей стране.
Благодаря активным действиям министра финансов Александра Гамильтона кризис не оказал значительного воздействия на экономику страны. Решения, которые принял Гамильтон по устранению последствий кризиса, впоследствии стали считаться теоретическим и практическим стандартом мер, которые должен принимать центральный банк, сталкиваясь с проблемой финансовых кризисов.

## Первый банк Соединённых Штатов и кризис 1791 года
В 1790 году новый министр финансов США Александр Гамильтон реструктуризовал государственные долги США, накопленные во время войны за независимость. Кредиторы получили новые долговые обязательства с меньшей доходностью и отсрочкой выплат по процентам на 10 лет. Но эти ценные бумаги не пользовались популярностью, так как у инвесторов не было уверенности в их ликвидности.
В декабре 1790 года Гамильтон представил Конгрессу Соединённых Штатов Америки "Отчёт о национальном банке" в котором рекомендовал создание национального банка со штаб-квартирой в Филадельфии. Гамильтон считал, что такой банк не только бы развивал кредитование, но и укрепил бы доверие к государственным облигациям. 25 февраля 1791 года Конгресс ратифицировал создание Первого банка Соединённых Штатов на основе частного капитала. Лицензия гарантировала банку монопольный статус общенационального банка в течение 20 лет. Цена акций была установлена в 400 долларов. В ходе первоначального публичного размещения, инвесторы покупали за 25 долларов расписку о праве купить акцию («scrips») с обязательством сделать три дополнительных платежа через каждые шесть месяцев на общую сумму 375 долларов. 25 % этой суммы надлежало платить в звонкой монете, а 75 % — государственными облигациям США.
Поначалу спрос на акции новообразованного банка был значителен. Цены на расписки о праве купить акции (номинал 25 долларов) резко увеличились в течение первых нескольких недель, достигнув к середине августа 280 долларов в Нью-Йорке и более 300 долларов в Филадельфии. Выросли цены и на государственные облигации. Но затем в течение нескольких дней цены начали стремительно падать. Гамильтон договорился с казначеем Bank of New York о выделении 150 000 долларов для покупки государственных облигаций. Вмешательство Гамильтона не только стабилизировало рынок (к 12 сентября цены вернулись к прежним показателям), но и стало основой для его сотрудничества с банком Нью-Йорка, которое позже имело решающее значение для прекращения паники 1792 года.

## Причины паники 1792 года
В конце декабря 1791 года цена акций Первого банка Соединенных Штатов начала опять расти. В марте 1792 года новое падение цен на акции банка вызвало панику среди его инвесторов, многие из которых стали забирать из него свои деньги. Одной из основных причин столь резкого падения цен стал провал финансовых схем, созданных Уильямом Дьюэром, Александром Макомбом и рядом банкиров зимой 1791 года, в соответствие с которыми для получения контроля над рынком долговых ценных бумаг США использовались большие кредиты. При этом спрос других инвесторов на эти ценные бумаги (чтобы делать очередные платежи за акции Первого банка Соединенных Штатов) был достаточно велик. Помимо этого, Дьюер и Макомб расплачивались акцептованными друг у друга векселями, рассчитывая на создание нового банка в Нью-Йорке, финансово более успешного, чем существующий Bank of New York.
9 марта 1792 года Дью'р перестал оплачивать свои долги и одновременно столкнулся с иском за действия, которые он совершал в качестве секретаря Казначейства в 1780 году. Дьюер и Макомб были вынуждены объявить о своём банкротстве и оказались в долговой тюрьме. Цена на акции Первого банка Соединенных Штатов за несколько недель упала более чем на 20 %.
Паника 1792 года была также спровоцирована неожиданным ужесточением Первым банком условий кредитования. На 31 января 1792 года общая сумма выданных им кредитов достигла 2,68 миллионов долларов — очень большая сумма на то время. Спекулянты воспользовались этим новым источником кредита, отказавшись от услуг банка Нью-Йорка. Но это привело к исчерпанию резервов банка. С 29 декабря по 9 марта денежные резервы Первого банка США сократились на 34 %, что побудило банк не возобновлять почти 25 % своих ранее выданных 30-дневных кредитов. Другие банки начали действовать аналогично. Чтобы погасить эти кредиты без использования нового кредитования многие заемщики вынуждены были продавать ценные бумаги, которые они приобрели, что вызвало резкое падение цен.

## Антикризисное управление
В середине марта 1792 года Александр Гамильтон начал политическое и экономическое маневрирование, чтобы сдержать кредитный кризис, затрагивающий рынки по всей стране. Для рассмотрения ситуации вокруг Первого банка была создана комиссия, в которую вошли вице-президент Джон Адамс, госсекретарь Томас Джефферсон, генеральный прокурор Эдмунд Рэндольф, главный судья Джон Джей и министр финансов Александр Гамильтон. 21 марта 1792 года комиссия разделилась во мнении о покупках на открытом рынке (голосовали без участия Джона Джея). Получив уведомление, что банк Нью-Йорка в беде, Гамильтон хотел, чтобы правительство делало покупки, как это было в 1791 году. Джефферсон и Рэндольф были против. Откладывая решение под предлогом того, что Джон Джей не голосовал, Гамильтон сумел перетянуть на свою сторону Рэндольфа. 26 марта при особом мнении Джефферсона, комиссия решила произвести покупки ценных бумаг на открытом рынке на сумму 100 000 долларов.
Гамильтон предложил ряд мер по восстановлению нормальной ситуации на рынке ценных бумаг. Он призвал банк и в дальнейшем предлагать кредиты под обеспечение американскими долговыми ценными бумагами, но по несколько повышенной процентной ставке — семь процентов вместо шести Для того, чтобы убедить банк Нью-Йорка кредитовать во время паники, Гамильтон также пообещал, что Министерство финансов США купит у банка ценных бумаг на сумму до 500 000 долларов, чтобы банк Нью-Йорка не опасался остаться с чрезмерным залогом. Кроме того, Гамильтон поддержал Bank of Maryland’s, который предложил разрешить долговыми бумагами казначейства США уплачивать налоги и пошлины . К 16 апреля, после того, как Гамильтон решил вопрос о выделении банком Нью-Йорка дополнительных 150 000 долларов для закупок на открытом рынке, спрос на рынке нормализовался.
Таким образом, Гамильтону потребовалось чуть менее месяца для стабилизации рынка ценных бумаг и прекращения паники. Используя свою власть в качестве секретаря Казначейства и убедив ряд банков продолжать кредитование на протяжении всего кризиса, Гамильтону удалось ограничить сумму, потраченную комиссией, в размере 243 000 долларов — примерно на 100 000 меньше, чем было потрачено во время гораздо меньшей паники 1791 года.